# 165-й навчальний центр з підготовки іноземних військовослужбовців (СРСР)
165-й навчальний центр з підготовки іноземних військовослужбовців — навчальний центр Міністерства оборони СРСР у селищі Перевальне поблизу Сімферополя, де у 1965—1980 роках навчали військовій справі учасників різноманітних так званих національно-визвольних рухів. центр підпорядковувався 10-му Головному управлінню ГШ ЗС СРСР, яке було відповідальне за міжнародне військове співробітництво.
У центрі одночасно навчалися по 300—400 осіб, а курс навчання займав від 4 місяців до року.
У центрі навчання проходили представники таких ораганізацій, як:
- Африканська партія незалежності Гвінеї та Кабо-Верде (Португальська Гвінея, Кабо-Верде)
- Організація народів Південно-Західної Африки (Намібія)
- Союз африканського народу Зімбабве (Південна Родезія / Зімбабве)
- Народний рух за визволення Анголи — Партія праці (Ангола)
- ФРЕЛІМО (Мозамбік)
- Африканський національний конгрес (ПАР)
- Фронт звільнення Дофару (Оман)
- ФАТХ (Палестина)

Існування цього центру і напрямки бойової та спеціальної підготовки не були секретом для західних військових аналітиків.
У 1980 році навчальний центр був перетворений на Сімферопольське військове об'єднане училище, у якому дворічний курс навчання проходили курсанти з різних держав, дружніх до СРСР. По зацінченню навчання вони ставали офіцерами своїх національних армій.
У 1992 році училище було закрите і до весни 2014 року на його колишній території базувалась 84-та окрема механізована бригада 32-го армійського корпусу збройних сил України
Всього за роки існування центру і училища підготовку у ньому пройшли близько 18 000 осіб.